# Liste der Kulturdenkmale in Kühren (Wurzen)
Die Liste der Kulturdenkmale in Kühren (Wurzen) enthält die in der amtlichen Denkmalliste des Landesamtes für Denkmalpflege Sachsen ausgewiesenen Kulturdenkmale im Wurzener Ortsteil Kühren.

## Legende
- Bild: Bild des Kulturdenkmals, ggf. zusätzlich mit einem Link zu weiteren Fotos des Kulturdenkmals im Medienarchiv Wikimedia Commons. Wenn man auf das Kamerasymbol klickt, können Fotos zu Kulturdenkmalen aus dieser Liste hochgeladen werden:
- Bezeichnung: Denkmalgeschützte Objekte und ggf. Bauwerksname des Kulturdenkmals
- Lage: Straßenname und Hausnummer oder Flurstücknummer des Kulturdenkmals. Die Grundsortierung der Liste erfolgt nach dieser Adresse. Der Link (Karte) führt zu verschiedenen Kartendiensten mit der Position des Kulturdenkmals. Fehlt dieser Link, wurden die Koordinaten noch nicht eingetragen. Sind diese bekannt, können sie über ein Tool mit einer Kartenansicht einfach nachgetragen werden. In dieser Kartenansicht sind Kulturdenkmale ohne Koordinaten mit einem roten bzw. orangen Marker dargestellt und können durch Verschieben auf die richtige Position in der Karte mit Koordinaten versehen werden. Kulturdenkmale ohne Bild sind an einem blauen bzw. roten Marker erkennbar.
- Datierung: Baubeginn, Fertigstellung, Datum der Erstnennung oder grobe zeitliche Einordnung entsprechend des Eintrags in der sächsischen Denkmaldatenbank
- Beschreibung: Kurzcharakteristik des Kulturdenkmals entsprechend des Eintrags in der sächsischen Denkmaldatenbank, ggf. ergänzt durch die dort nur selten veröffentlichten Erfassungstexte oder zusätzliche Informationen
- ID: Vom Landesamt für Denkmalpflege Sachsen vergebene, das Kulturdenkmal eindeutig identifizierende Objekt-Nummer. Der Link führt zum PDF-Denkmaldokument des Landesamtes für Denkmalpflege Sachsen. Bei ehemaligen Kulturdenkmalen können die Objektnummern unbekannt sein und deshalb fehlen bzw. die Links von aus der Datenbank entfernten Objektnummern ins Leere führen. Ein ggf. vorhandenes Icon  führt zu den Angaben des Kulturdenkmals bei Wikidata.

## Kühren
| Bild           | Bezeichnung | Lage                       | Datierung                         | Beschreibung | ID       |
| -------------- | --- | -------------------------- | --------------------------------- | --- | -------- |
| Weitere Bilder | Transformatorenstation | Brunnenweg (Karte)         | um 1910                           | Technikgeschichtlich und ortsgeschichtlich von Bedeutung. Trafoturm: verputzter Massivbau, Klinkersockel, Türgewände in Klinker, verputzte Holztraufe, Zeltdach mit Biberschwanzdeckung, Turmaufbau zum Teil verschiefert, Turmknauf, originale Türen und Fenster. | 08973690 |
|                | Wohnstallhaus und Toranlage (Toreinfahrt und Pforte) eines ehemaligen Dreiseithofes                                                                              | Hauptstraße 29 (Karte)     | 1. Hälfte 19. Jh.                 | Ortstypischer Putzbau mit Satteldach und Dachhecht, Zeugnis bäuerlicher Bau- und Lebensweise des 19. Jahrhunderts, baugeschichtlich von Bedeutung. Wohnstallhaus: zweigeschossiger verputzter Massivbau, Fenstersohlbänke in Sandstein, Türgewände erneuert (vermutlich Kunststein), verputzte Ziegelsteintraufe, Satteldach mit Dachhecht, Anbauten. | 08973712 |
|                | Wohnstallhaus eines Dreiseithofes | Hauptstraße 41 (Karte)     | um 1910, im Kern vermutlich älter | Gut gegliederter Putzbau mit Drillingsfenster, Zeugnis bäuerlicher Bau- und Lebensweise zu Beginn des 20. Jahrhunderts, baugeschichtlich von Bedeutung. Wohnstallhaus: zweigeschossiger verputzter Massivbau, Fenstergewände in Kunststein, originale Putzgliederung, Türgewände in Kunststein mit Verdachung, Eingangstür verändert, Satteldach mit verputzter Ziegelsteintraufe (ehem. Haus-Nummer 62). | 08973718 |
|                | Wohnstallhaus, Toranlage und Einfriedung des Vorgartens eines Bauernhofes                                                                                        | Max-Wenzel-Platz 1 (Karte) | Mitte 19. Jh., spätere Umbauten   | Obergeschoss Fachwerk, Zeugnis der bäuerlichen Bau- und Lebensweise des 19. Jahrhunderts, baugeschichtlich von Bedeutung. Wohnstallhaus: zweigeschossig, Erdgeschoss massiv, Obergeschoss Fachwerk, Giebel massiv erneuert, Türgewände vermutlich in Kunststein, Fensterfaschen, Türgewände am Stallteil in Holz, Holztraufe, einseitiges Krüppelwalmdach an einer Seite abgeschleppt. | 08973707 |
| Weitere Bilder | Dorfkirche Kühren (Kirche (mit Ausstattung), Kirchhof mit Grabmalen und Kriegerdenkmal für die Gefallenen des Ersten und Zweiten Weltkrieges sowie Leichenhalle) | Schulstraße (Karte)        | im Kern 14. Jh. (Kirche)          | Mittelalterlicher Kirchenbau, barock überformt, Saalkirche mit eingezogenem Chor, darüber Dachreiter, Leichenhalle eingeschossiger Fachwerkbau, baugeschichtlich, ortsgeschichtlich und ortsbildprägend von Bedeutung. Kirche: verputzter Massivbau, Saalbau, Rechteckchor, Satteldach am Chor abgewalmt, Turmaufsatz über dem Chor als Dachreiter mit Haube, mehrere Anbauten, Grabmale: Julius Friedrich Sterzel – eisernes Kreuz (Ende 19. Jahrhundert), Säulenstumpf in Sandstein (1. Hälfte 19. Jahrhundert), Kriegerdenkmal: Granitblock mit Inschrift „Die Liebe höret nimmer auf. Unseren Gefallenen und Vermissten 1914–1918 1939–1945 14. April 1945“, im Kreis angeordnete Holztafeln mit Namen der Toten, Leichenhalle: eingeschossiger Fachwerkbau, Satteldach, originale Tür, am Giebel Kreuz. | 08973711 |
|                | Wohnhaus (Nr. 7) mit winkelfömig angebautem Seitengebäude und Auszugshaus (Nr. 5), sowie Einfriedung des Vorgartens und Toreinfahrt eines Bauernhofes            | Schulstraße 5; 7 (Karte)   | um 1903                           | Markant gestaltete Putzbauten, Zeugnis der bäuerlichen Lebensweise der Jahrhundertwende um 1900, baugeschichtlich und ortsgeschichtlich von Bedeutung. Bauernhaus: zweigeschossiger verputzter Massivbau, Bruchsteinsockel, Gesimse vermutlich in Kunststein, Fenstergewände in Kunststein, Überfangbögen in Ziegelstein (gelb) mit Schlussstein (Kunststein), Drempel, Satteldach mit Schieferdeckung, Auszugshaus: analog dem Wohnhaus gestaltet, Einfriedung: Bruchsteinsockel, Ziegelsteinabdeckung, Ziergitter, originales eisernes Tor. | 08973719 |
| Weitere Bilder | Pfarrhaus, Scheune, Seitengebäude und Einfriedungsmauer eines Pfarrhofes                                                                                         | Schulstraße 12; 14 (Karte) | 1783                              | Pfarrhaus schlichter Putzbau mit Segmentbogenportal und Krüppelwalmdach, eingeschossiges massives Seitengebäude, von ortsgeschichtlicher und bauhistorischer Bedeutung. - Pfarrhaus: zweigeschossiger verputzter Massivbau, Fenster- und Türgewände in Sandstein, Holztraufe, Krüppelwalmdach mit Dachhecht, Eingangstür mit Oberlicht über Türgewände mit Schlussstein, Scheune: Massivbau zum Teil Fachwerk, Krüppelwalmdach - Seitengebäude: eingeschossiger verputzter Massivbau, Türgewände und Fenstersohlbänke in Kunststein, Fensterfaschen, Ziegelsteintraufe, am Giebel originale Putzgliederung - Einfriedung: Mauer in Bruchstein. | 08973710 |
|                | Kührener Schule | Schulstraße 18 (Karte)     | 1920                              | Interessant gestalteter Schulbau, im Reformstil der Zeit nach 1910, Fachwerkgiebel, Relief an der Giebelwand, von ortsgeschichtlicher und kunsthistorischer Bedeutung. Schule: zweigeschossiger verputzter Massivbau, Krüppelwalmdach, Putztraufe, im Giebel Fachwerk, Relief mit zwei Putti und Inschrift „Was die Jugend gutes lernte wird des Alters frohe Ernte“, Vorbau am Eingang mit originaler Tür. | 08973720 |
|                | Dreiseithof mit Wohnstallhaus (Nr. 22), Scheune, Auszugshaus (Nr. 20) und Hofmauer mit Toreinfahrt sowie Hofpflaster                                             | Schulstraße 20; 22 (Karte) | 1. Hälfte 19. Jh.                 | Zeugnis bäuerlicher Bau- und Lebensweise vergangener Zeiten, Wohnstallhaus Obergeschoss Fachwerk, Seitengebäude gut gegliederter Putzbau, Scheune massiv, baugeschichtlich und ortsgeschichtlich von Bedeutung. Wohnstallhaus: zweigeschossig, Erdgeschoss massiv, Obergeschoss Fachwerk, insgesamt verputzt, Tür- und Fenstergewände im Erdgeschoss in Holz, Türgewände mit Verdachung, originale Tür, Krüppelwalmdach, Auszugshaus: zweigeschossiger verputzter Massivbau, originale Putzgliederung, Bruchsteinsockel, Tür- und Fenstergewände in Kunststein, originale Putzgliederung, Satteldach, Scheune: Massivbau, zwei Tore, originale Putzgliederung, Satteldach. | 08973716 |
|                | Seitengebäude eines Dreiseithofes | Schulstraße 24 (Karte)     | Mitte 19. Jh.                     | Obergeschoss Fachwerk, Zeugnis bäuerlicher Bauweise des 19. Jahrhunderts, baugeschichtlich von Bedeutung. Seitengebäude: zweigeschossig, Erdgeschoss verputzte Bruchsteinmauern, Tür- und Fenstergewände im Erdgeschoss zum Teil in Holz, Obergeschoss in Fachwerk, Satteldach. | 08973715 |
|                | Häuslerhaus | Schulstraße 40 (Karte)     | Mitte 19. Jh.                     | Eingeschossiger Putzbau mit hohem Satteldach, von sozialhistorischer Bedeutung, straßenbildprägend am Ortsrand. Häuslerei: eingeschossiger verputzter Massivbau, Satteldach mit Kunstschieferdeckung, Holztraufe, originale Tür und Fenster. | 08973713 |